# Rabengrundkopf
Der Rabengrundkopf (früher: Platthöhe und Hörsteiner Berg) ist ein 395 Meter hoher Berg im Spessart im bayerischen Landkreis Aschaffenburg. Er gehört zum Hahnenkammhöhenzug.

## Geographie
Knapp unterhalb des Gipfels verläuft die Gemeindegrenze zwischen Alzenau (Gemarkung Hörstein) und Mömbris. Südlich liegt der Johannesberger Gemeindeteil Rückersbach, östlich der Mömbriser Gemeindeteil Hohl. Im Westen des Berges entspringt der Bachquellengraben, im Norden der Rückersbach. Dort geht der Rabengrundkopf flach zur Stempelhöhe und im Süden zum Berg Haag über. Im Nordwesten befindet sich der Schützberg. Über den Rabengrundkopf führt der Fränkische Marienweg.

## Geschichte

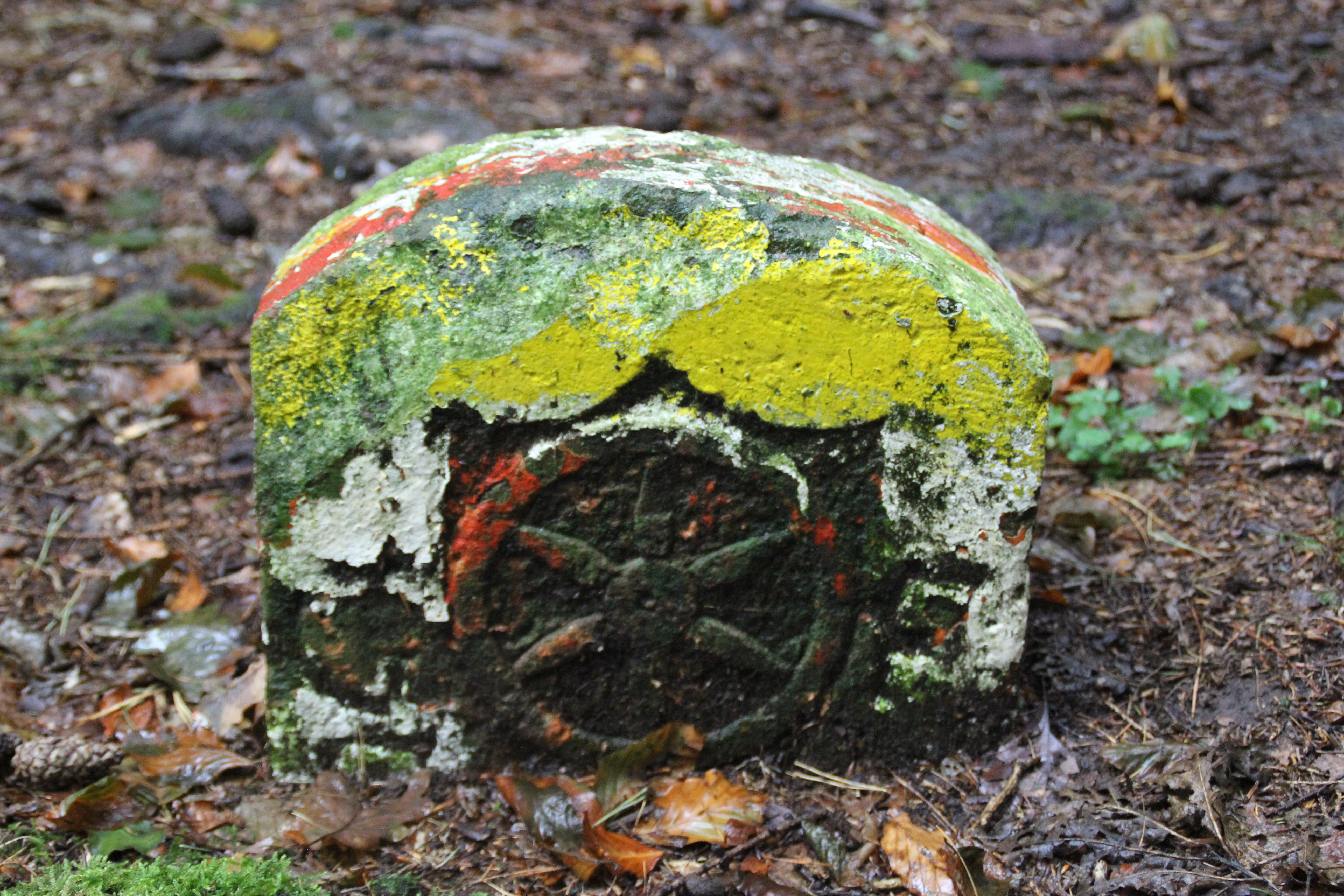
Grenzstein am Rabengrundkopf. Er trennte die historischen Gebiete von Großherzogtum Hessen und Großherzogtum Frankfurt

Über den Rabengrundkopf verlief nicht immer nur die Grenze zwischen Alzenau und Mömbris. Dort gibt es eine Reihe noch gut erhaltener, alter Grenzsteine von 1810. Sie trennten die historischen Gebiete zweier früherer Staaten im Rheinbund. Auf der einen Seite lag das Territorium des Großherzogtums Hessen, dem der Ort Hörstein im Amt Alzenau in der Provinz Starkenburg angehörte. Auf der anderen Seite befand sich das Großherzogtum Frankfurt mit dem Dorf Hohl im Departement Aschaffenburg.